# Gunnar Holm (friidrottare)
Gunnar Holm, född 18 juni 1949, är en svensk före detta idrottsman (långdistanslöpare). Han tävlade för Bromma IF.
Holm vann SM-guld på 10 000 m år 1974 med tiden 29.37,4.